# Campeonato Mundial de Atletismo Sub-20 de 2018 - Arremesso de peso feminino
A prova do arremesso de peso feminino do Campeonato Mundial de Atletismo Sub-20 de 2018 ocorreu no dia 11 de julho no Estádio de Tampere em Tampere, na Finlândia. 

## Recordes
Antes desta competição, os recordes mundiais e do campeonato nesta prova eram os seguintes:
|     | Nome                | Nacionalidade     | Distância | Local      | Data                |
| --- | ------------------- | ----------------- | --------- | ---------- | ------------------- |
| WJR | Astrid Kumbernuss   | Alemanha Oriental | 20.54 m   | Orimattila | 1 de julho de 1989  |
| CR  | Cheng Xiaoyan       | China             | 18.74 m   | Lisboa     | 21 de julho de 1994 |
| WJL | Jorinde van Klinken | Países Baixos     | 17.28 m   | Emmeloord  | 17 de junho de 2018 |

## Medalhistas
| Ouro                     | Prata             | Bronze                    |
| Madison-Lee Wesche (NZL) | Zhang Linru (CHN) | Jorinde van Klinken (NED) |

## Cronograma
Todos os horários são locais (UTC+2).
| Data        | Hora  | Evento       |
| ----------- | ----- | ------------ |
| 11 de julho | 10:15 | Qualificação |
| 11 de julho | 16:35 | Final        |

## Resultados

### Qualificação
Qualificação: 15,50 m (Q) ou pelo menos melhor 12 qualificado (q) 
| Posição | Grupo | Atleta                   | Nacionalidade        | Tentativas | Tentativas | Tentativas | Marca | Notas |
| Posição | Grupo | Atleta                   | Nacionalidade        | 1          | 2          | 3          | Marca | Notas |
| ------- | ----- | ------------------------ | -------------------- | ---------- | ---------- | ---------- | ----- | ----- |
| 1       | A     | Alyssa Wilson            | Estados Unidos       | 15.42      | 17.02      |            | 17.02 | Q     |
| 2       | B     | Jorinde van Klinken      | Países Baixos        | x          | 16.01      |            | 16.01 | Q     |
| 3       | B     | Madison-Lee Wesche       | Nova Zelândia        | 15.83      |            |            | 15.83 | Q     |
| 4       | B     | Lindsay Baker            | Estados Unidos       | 15.30      | 15.78      |            | 15.78 | Q     |
| 5       | A     | Meike Strydom            | África do Sul        | 14.97      | 15.41      | 15.72      | 15.72 | Q     |
| 6       | A     | Zhang Linru              | China                | 15.19      | x          | 15.62      | 15.62 | Q     |
| 7       | A     | Selina Dantzler          | Alemanha             | 15.39      | 14.34      | 14.94      | 15.39 | q     |
| 8       | B     | Sydney Giampietro        | Itália               | 14.35      | x          | 15.20      | 15.20 | q     |
| 9       | B     | Hanna Meinikmann         | Alemanha             | 14.82      | 15.16      | 14.65      | 15.16 | q     |
| 10      | B     | Tetyana Kravchenko       | Ucrânia              | 14.73      | 14.59      | 14.73      | 14.73 | q     |
| 11      | A     | Ashley Bologna           | França               | 14.60      | 14.45      | 14.64      | 14.64 | q     |
| 12      | B     | Aysel Yılmaz             | Turquia              | 14.56      | x          | 13.80      | 14.56 | q,    |
| 13      | B     | Trinity Tutti            | Canadá               | 14.52      | 14.54      | 14.39      | 14.54 |       |
| 14      | A     | Erna Sóley Gunnarsdóttir | Islândia             | 14.32      | 13.70      | 14.24      | 14.32 |       |
| 15      | A     | Grace Tennant            | Canadá               | 13.78      | 13.91      | 14.31      | 14.31 |       |
| 16      | A     | Honoka Oyama             | Japão                | 13.80      | 14.12      | 14.23      | 14.23 |       |
| 17      | B     | Maria Magkoulia          | Grécia               | 13.72      | 13.98      | 14.17      | 14.17 |       |
| 18      | B     | Ana Carolina Silva       | Brasil               | 13.91      | 14.15      | x          | 14.15 |       |
| 19      | A     | Rosa Angelica Santana    | República Dominicana | 13.42      | 14.13      | 13.98      | 14.13 |       |
| 20      | A     | Helena Leveelahti        | Finlândia            | x          | 13.43      | 13.68      | 13.68 |       |
| 21      | B     | Axelina Johansson        | Suécia               | x          | 13.58      | x          | 13.58 |       |
| 22      | B     | Thea Jensen              | Dinamarca            | x          | 13.46      | 13.40      | 13.46 |       |
| 23      | B     | Urte Bacianskaite        | Lituânia             | 13.40      | 13.07      | 13.26      | 13.40 |       |
| 24      | A     | Hanna Khopyak            | Ucrânia              | 13.17      | 13.37      | 13.05      | 13.37 |       |
| 25      | A     | Ianna Roach              | Trindade e Tobago    | x          | x          | x          | NM    |       |
| 26      | A     | Jessica Schilder         | Países Baixos        | x          | x          | x          | NM    |       |

### Final
A prova final foi realizada no dia 11 de julho às 16:35. 
| Posição           | Atleta              | Nacionalidade  | Tentativas | Tentativas | Tentativas | Tentativas | Tentativas | Tentativas | Marca | Notas           |
| Posição           | Atleta              | Nacionalidade  | 1          | 2          | 3          | 4          | 5          | 6          | Marca | Notas           |
| ----------------- | ------------------- | -------------- | ---------- | ---------- | ---------- | ---------- | ---------- | ---------- | ----- | --------------- |
| Medalha de ouro   | Madison-Lee Wesche  | Nova Zelândia  | 16.23      | 16.21      | 16.47      | x          | x          | 17.09      | 17.09 | Recorde pessoal |
| Medalha de prata  | Zhang Linru         | China          | 15.63      | 16.65      | 16.34      | 16.35      | 17.05      | x          | 17.05 |                 |
| Medalha de bronze | Jorinde van Klinken | Países Baixos  | 17.05      | x          | x          | x          | x          | 15.36      | 17.05 |                 |
| 4                 | Selina Dantzler     | Alemanha       | 15.18      | 15.96      | x          | x          | 16.16      | 15.86      | 16.16 |                 |
| 5                 | Meike Strydom       | África do Sul  | 14.80      | 15.89      | 15.88      | 15.60      | 15.52      | 15.57      | 15.89 |                 |
| 6                 | Lindsay Baker       | Estados Unidos | 15.33      | 15.46      | 15.67      | x          | x          | x          | 15.67 |                 |
| 7                 | Hanna Meinikmann    | Alemanha       | 15.11      | x          | 15.13      | x          | 15.41      | 15.08      | 15.41 |                 |
| 8                 | Sydney Giampietro   | Itália         | 14.45      | 15.19      | 12.74      | x          | x          | x          | 15.19 |                 |
| 9                 | Ashley Bologna      | França         | 14.89      | x          | x          |            |            |            | 14.89 |                 |
| 10                | Tetyana Kravchenko  | Ucrânia        | 14.60      | x          | x          |            |            |            | 14.60 |                 |
| 11                | Aysel Yılmaz        | Turquia        | 13.62      | 13.55      | x          |            |            |            | 13.62 |                 |
| 12                | Alyssa Wilson       | Estados Unidos | x          | x          | x          |            |            |            | NM    |                 |

Legenda
| Recorde mundial       | Recorde mundial (World record)               |                       | Recorde africano                      | Recorde africano (African) |                                           | Q | Classificado por posição (Qualified) |
| Recorde do campeonato | Recorde do campeonato (Championship record)  | Recorde da América    | Recorde da América (Americas)         | q                          | Classificado por melhor tempo (Qualified) |   |                                      |
| Melhor marca do ano   | Melhor marca do ano (World leading)          | Recorde asiático      | Recorde asiático (Asian)              | DNS                        | Não largou (Did not start)                |   |                                      |
| Recorde nacional      | Recorde nacional (National record)           | Recorde europeu       | Recorde europeu (European)            | DNF                        | Não terminou (Did not finish)             |   |                                      |
| Recorde pessoal       | Recorde pessoal do atleta (Personal best)    | Recorde da Oceania    | Recorde da Oceania (Oceania)          | DSQ / DQ                   | Desclassificado (Disqualified)            |   |                                      |
| Recorde da temporada  | Recorde da temporada do atleta (Season best) | Recorde sul-americano | Recorde sul-americano (South America) | NM                         | Sem marca (No mark)                       |   |                                      |